# Condado de Będzin
Nota linguística: Não confundir hrabstwo (condado) com powiat (divisão administrativa)..
Będzin (polaco: powiat będziński) é um powiat da Polónia, na voivodia da Silésia. A sede é a cidade de Będzin. Estende-se por uma área de 368,02 km², com 151 024 habitantes, segundo os censos de 2007, com uma densidade 411 hab/km².

## Divisões admistrativas
O powiat possui:
Comunas urbanas:  Będzin, Czeladź. Sławków, Wojkowice
Comunas urbana-rurais:  Siewierz
Comunas rurais:  Bobrowniki, Mierzęcice, Psary
Cidades:  Będzin, Czeladź, Sławków, Wojkowice, Siewierz

## Demografia
População (dados de 30 de Junho de 2007):
|          | Total   | Total | Mulheres | Mulheres | Homens  | Homens |
| -------- | ------- | ----- | -------- | -------- | ------- | ------ |
|          | pessoas | %     | pessoas  | %        | pessoas | %      |
| Total    | 151 024 | 100   | 79 198   | 52,4     | 71 826  | 47,6   |
| Cidades  | 114 321 | 100   | 60 110   | 52,6     | 54 211  | 47,4   |
| Povoados | 36 703  | 100   | 19 088   | 52,1     | 17 615  | 47,9   |